# أوزرين بيريتش
أوزرين بيريتش هو لاعب كرة قدم بوسني في مركز الهجوم، ولد في 4 أبريل 1987 في غراديسكا في البوسنة والهرسك. شارك مع منتخب البوسنة والهرسك تحت 21 سنة لكرة القدم. أما مع النوادي، فقد لعب مع زرينيسكي موستار وشتورم غراتس ونادي بوراتس بانيا لوكا ونادي رودار فيلينيه.

## وصلات خارجية
- أوزرين بيريتش على موقع قاعدة بيانات كرة القدم.إي يو (الإنجليزية)
- أوزرين بيريتش على موقع عالم كرة القدم.نت (الإنجليزية)